# 聖家族 (ルブラン)
『聖家族』（せいかぞく、仏: La Sainte Famille、英: The Holy Family）、または『食前の祈り』（しょくぜんのいのり、仏:  Le Bénédicité、英: The Blessing）、または『エジプトに帰還する前の聖家族』（エジプトにきかんするまえのせいかぞく、仏: La Sainte Famille avant le retour d'Egypte、英: The Holy Family before the Return from Egypt）は、17世紀のフランスの画家シャルル・ルブランが1655-1656年にキャンバス上に油彩で制作した絵画である。パリのサン＝ポール (Saint-Paul) 教会にあった大工組合の聖ヨセフ礼拝堂のために描かれた。フランス革命中に接収され、1797年以来、パリのルーヴル美術館に所蔵されている。

## 作品
ルブランは、聖家族がナザレに向けて旅立つ前にエジプトで最後の夕食をとる姿を描いている。それは、7歳くらいに見えるイエス・キリストの年齢からわかる。聖家族は、エジプトに7年滞在したということになっているのである。ルブランの伝記作者であるクロード3世ニヴロン (Claude III Nivelon) が「エジプトから出発する前のこれら3人の晩」と言及しており、この解釈を証立てている。なお、エジプトでの最後の食事は、『旧約聖書』中の「出エジプト記」 (12章) に記述される、ヘブライ人がエジプトを出国する際の過越の食事を想起させる。
対抗宗教改革時には大工の聖ヨセフに対する新たな信仰が生まれていたが、この絵画は大工組合のために意図されたものであり、全身像として立っているヨセフが主役である。画面の前景には、彼の大工道具が見事な静物として表されている。ヨセフは大きな巡礼杖によりかかっており、杖は聖家族がすぐに出発することを示している。
ほかにもルブランが画中に描いている事物は、はっきりとした象徴的意味合いを持つ。リンゴの載った皿は原罪と、イエスが成し遂げねばならない贖いを想起させる。パンとテーブルの下の水差しは聖餐を示し、将来のイエスの最後の晩餐の予兆でもある。最後の晩餐の時同様、イエスは古代の方式に倣って寝台に身を置き、カトリックの司祭のように白い衣服を纏っている。ミサの間、カトリックの司祭はイエスの受難を思い起こさなくてはならない。
三角形のテーブルは「三位一体」を指し示す。イエスの手の指が形作る三角形も同様であるが、それは父なる神と子であるイエスと聖霊がなす「天上の三位一体」だけでなく、イエスと彼の両親マリアとヨセフがなす「地上の三位一体」をも表す。画面で2度繰り返される三角形という形はイエスの神聖を示唆するもので、彼は人間世界の様相しか表現されていない画面で2つの三位一体に参加している。
主題を熟慮することにより、形体と色彩だけで最も微妙な意味を文学のように開示する術を、ルブランはニコラ・プッサンから学んだ。1642年から1645年の間、ルブランはローマで彼のもとをしばしば訪れていたのである。本作は彼がフランスに帰国してから10年ほど後に描かれているが、当時のローマの絵画を生き生きと想起させる。ことに色彩の節度、白い色の描写や光の反映 (マリアの顔の部分) などにアンドレア・サッキ的な表現が見られる。